# Medien in der Türkei
Zu den Medien in der Türkei gehören zahlreiche Zeitungen, Fernsehsender, Radiostationen und Online-Medien, sowohl privatwirtschaftliche, als auch öffentlich-rechtliche. Der Einfluss des Staates auf die Medien ist Grundlage eines dauerhaften Konflikts, welcher sich unter der Regierung der AKP und dem Präsidenten Erdoğan verschärfte. Reporter ohne Grenzen listet die Türkei im Jahr 2022 in ihrem Pressefreiheitsindex auf Platz 165 von 180.

## Medienlandschaft in der Türkei

### Presse
Die Presselandschaft, wie auch die gesamte Medienlandschaft, ist wirtschaftlich stark konzentriert. Die meisten Mediengruppen agieren multisektoral und sind in weiteren Geschäftsfeldern, wie Bankwesen, Energieerzeugung, Mobilfunk und andere Branchen, aktiv. Dies trifft für die großen Mediengruppen, die Doğan-, die Doğus-, die Çukurova-, die Merkez-, die İhlas-, die Feza- und die Çalık-Gruppe zu.
Die größte Mediengruppe ist die Doğan-Medien-Holding, zu der die größte Tageszeitung der Türkei Hürriyet und Milliyet sowie die größte Boulevardzeitung der Türkei Posta gehören. Die Sportzeitung Fanatik (Auflage über 200.000 Exemplare) und das Analyse-Blatt Radikal gehören zu Doğan. Der Fernsehsender Kanal D, CNN Türk und andere Spartenprogramme gehören ebenfalls zu der Gruppe. Die auflagenstärkste Zeitung der Türkei war bis zu ihrer Übernahme im März 2016 Zaman. Sie gehört der Gülen-Bewegung nahestehenden Feza-Gruppe.
An der Doğus-Gruppe ist auch die deutsche Axel Springer SE beteiligt.
Im Zuge von Korruptionsermittlungen gegen die Regierung Erdoğan 2014 wurden abgehörte Telefonate öffentlich, aus denen hervorging, dass eine Gruppe Unternehmer auf Weisung Recep Erdoğans einige Medien aufkaufte.

### Rundfunk
Der tägliche Fernsehkonsum in der Türkei ist recht hoch, dagegen ist der Markt für Fernsehwerbung vergleichsweise klein.
Der öffentlich-rechtliche Rundfunk ist mit 13 (Stand: 2016) Fernsehprogrammen der dominierende Programmanbieter. 2009 nahm mit TRT-6 der erste staatliche kurdischsprachige Sender seinen Betrieb auf.
Seit der Aufhebung des staatlichen Monopols für Rundfunk und Fernsehen 1993 diversifizierte sich die Senderlandschaft. Die privaten Fernsehsender verfolgen neben kommerziellen, oft auch politische Interessen.
Digitürk ist der führende Anbieter von Pay-TV mit einer Nutzerzahl von über einer Million Kunden. Die im Januar 1999 gegründete Firma begann im April 2000 mit dem Sendebetrieb. Die Programme werden im Wesentlichen über Eutelsat 7A, einige auch über Türksat 4A ausgestrahlt.
Der Hörfunk in der Türkei wird von vielen Spartenprogrammen und Regionalprogrammen (Bölgesel Radyolar) von TRT bestimmt. Daneben gibt es eine Reihe von kleinen lokalen und regionalen Privatsendern, die sich meist auf ein leichtes Musikprogramm beschränken (Türkür u. a.).

## Geschichte

### Presse
Unter dem Begründer der „modernen Türkei“ Kemal Atatürk entstanden nach dem Befreiungskrieg (1919–1923) eine Reihe von Zeitungen in der Türkei.
Ein wichtiger Vertreter der modernen türkischen Medien war der 1888 geborene Yunus Nadi Abalıoğlu. Er unterstützte die kemalistische Befreiungsbewegung, wurde deshalb inhaftiert und schrieb dennoch bei verschiedenen Zeitungen. Zusammen mit der Dichterin und Professorin Halide Edib Adıvar gründete er am 6. April 1920 die Nachrichtenagentur Anadolu Ajansı. 1922 gründete er die bis heute existierende Zeitung Cumhuriyet („Republik“).

### Fernsehen
In den 1960er Jahren diskutierte die damalige Regierung über Investitionen in das Medium Fernsehen. Zu dieser Zeit war weder ein nationales UKW-Sendenetz für die existierenden Radioprogramme vorhanden, noch waren finanzielle Mittel für das Fernsehen vorhanden. Dennoch strahlte TRT erste Testsendungen aus, die nur in Ankara zu empfangen waren und theoretisch ca. 1.000.000 Bürger erreichten. Ein Fernsehgerät gehörte aber noch zu den Luxusartikeln, die sich wenige leisten konnten. Die Ballungsräume Istanbul, Izmir, Edirne wurden erst in den siebziger Jahren mit terrestrischen Sendern bedient. 1977 erreichte das Fernsehprogramm lediglich 60 % der Bevölkerung.
Die erste Farbfernsehsendung war die Silvesterabendgala am 31. Dezember 1981. Testprogramme in Farbe wie Nachrichtensendungen, der Wetterbericht, das Kinderprogramm und die Ansprachen des Präsidenten folgten, die mit Schwarzweißsendungen wechselten. 1984 stellte TRT-TV schließlich alle Sendungen auf Farbe um. Ferner wurde der Sendeschluss zeitlich nach hinten verschoben und das Programm morgens früher aufgenommen.
1993 wurde das staatliche Monopol für Rundfunk und Fernsehen aufgehoben. Als Folge entstand eine Vielzahl privater Fernsehsender, die neben kommerziellen, oft auch politische Interessen verfolgen.

## Presseaufsicht
Die türkische Rundfunkaufsichtsbehörde RTÜK (Radyo ve Televizyon Üst Kurulu) ist der „Oberste Rundfunk- und Fernsehrat“ und damit Regulierungsbehörde für den privaten Rundfunk in der Türkei. In dem Rat sitzen mehrheitlich Regierungsvertreter. RTÜK erteilt und entzieht Lizenzen für Radio- und Fernsehsender. Er kann auch zeitlich begrenzte Sendeverbote aussprechen. RTÜK greift ebenso ein, wenn nach ihrer Ansicht blasphemische Inhalte verbreitet werden.
Das Pressewesen ist nicht mehr staatlich reguliert, doch die meisten Druckerzeugnisse unterliegen der freiwilligen Selbstkontrolle vor dem türkischen Presserat. Dieser bearbeitet auch Beschwerden bezüglich Online-Medien.
Nach Attentaten in der Türkei verhängen Gerichte teilweise eine Nachrichtensperren für alle Medien. So geschehen auch nach dem Anschlag in Reyhanlı 2013, als ein Gericht im nahen Antakya eine viertägige Nachrichtensperre verhängte.

## Pressefreiheit
Kleinere Medien wie das Blatt „Taraf“, die links-kemalistische Zeitung „Cumhuriyet“ oder die linke „BirGün“ wurden ab 2014 wegen regierungskritischer Berichterstattung sanktioniert. Der Zeitung „Taraf“ wurden nach eigenen Angaben willkürliche Steuerforderungen des Finanzamtes zugestellt und ihr Reporter Mehmet Baransu wegen „Beleidigung von Amtsträgern“ vorübergehend festgenommen.
Der öffentlich-rechtliche Fernsehsender TRT ist in seiner Berichterstattung Staatsorganen untergeordnet. Beobachter kritisieren, dass TRT bei Wahlen aktiv für eine bestimmte politische Richtung wirbt. Die Medienwissenschaftlerin Asli Tunc von der Istanbuler Bilgi-Universität untersuchte das Programm von TRT im Wahlkampf 2014. Sie errechnete, dass TRT dem Kandidaten Erdoğan an drei Wahlkampftagen fast neun Stunden Sendezeit einräumte, während die zwei Gegenkandidaten, Ekmeleddin Ihsanoglu und Selahattin Demirtaş im selben Zeitraum zusammen nicht einmal auf vier Minuten kamen.
Nach dem Putschversuch von 2016 waren knapp 200 überwiegend kurdische oder als Gülen-nah geltende Medienorgane verboten worden.
Siehe auch: Liste von in der Türkei inhaftierten Medienmitarbeitern (nach 2000), Liste der nach dem Putschversuch 2016 in der Türkei verbotenen Medien
Im Mai 2021 erließ die zentrale Polizeidirektion der Türkei, unter Verweis auf das Persönlichkeitsrecht von Polizisten, ein Verbot von Bild- und Tonaufnahmen, die die Polizei bei Einsätzen bei Demonstrationen abbildet.